# Sancey-le-Grand
Sancey-le-Grand – miejscowość i dawna gmina we Francji, w regionie Burgundia-Franche-Comté, w departamencie Doubs. W dniu 1 stycznia 2016 roku z połączenia dwóch ówczesnych gmin – Sancey-le-Grand oraz Sancey-le-Long – utworzono nową gminę Sancey. Siedzibą gminy została miejscowość Sancey-le-Grand. W 2013 roku populacja Sancey-le-Grand wynosiła 957 mieszkańców. 